# Monte Karisimbi
O Monte Karisimbi é um vulcão inativo e o ponto mais alto do Ruanda. Situa-se na fronteira com a República Democrática do Congo. Tem 4507 m de altitude e 3312 m de proeminência topográfica. A cordilheira de que faz parte (Montanhas Virunga) é uma subcordilheira que prolonga o Vale do Rifte.